# Renée Mazière
Pour les articles homonymes, voir Mazière.
Renée Mazière est une nageuse française née le 17 juin 1917 à Angoulême et morte le 26 décembre 1998 dans le 18e arrondissement de Paris, spécialisée en nage libre.
Elle a été championne de France de natation en bassin de 50 mètres sur 100 mètres nage libre  en 1937.